# Jelonka
Jelonka este o arie protejată (sit de importanță comunitară — SCI) din Polonia întinsă pe o suprafață de 2.479,9 ha, integral pe uscat.

## Localizare
Centrul sitului Jelonka este situat la coordonatele 52°36′23″N 23°21′28″E / 52.6065°N 23.3578°E.

## Înființare
Situl Jelonka a fost declarat sit de importanță comunitară în octombrie 2009 pentru a proteja 8 specii de animale.

## Biodiversitate
Situată în ecoregiunea continentală, aria protejată conține 7 habitate naturale: Pajiști uscate europene, Pajiști calcaroase din nisipuri xerice, Formațiuni ierboase bogate în specii de Nardus, dezvoltate pe substraturi silicioase în zone montane (și în zone submontane, în Europa continentală), Pajiști cu Molinia pe soluri calcaroase, turboase sau argilos-nămoloase (Molinion caeruleae), Mlaștini alcaline, Păduri de stejar și carpen Galio-Carpinetum, Păduri aluvionare cu Alnus glutinosa și Fraxinus excelsior (Alno-Padion, Alnion incanae, Salicion albae).
La baza desemnării sitului se află mai multe specii protejate:
- amfibieni (1): buhai de baltă cu burta roșie (Bombina bombina)
- mamifere (3): zimbru (Bison bonasus), lupul (Canis lupus), castor (Castor fiber)
- nevertebrate (4): albilița portocalie (Colias myrmidone), fluturele auriu (Euphydryas aurinia), fluturele purpuriu (Lycaena dispar), Polyommatus eroides